# Paulo Hinostroza
Paulo Hernán Hinostroza Guzmán (Lima, 2 de abril de 1969), conocido como El Churre, es un exfutbolista peruano. Participó en política siendo Alcalde de San Juan de Miraflores. Actualmente tiene 56 años. Es hermano mayor del también futbolista John Hinostroza y padre del jugador Hernán Hinostroza Vásquez.

## Biografía

### Carrera deportiva
Nació el 2 de abril de 1969 en Lima. Se mantuvo en el Club Alianza Lima desde 1988 hasta 2001, jugando 375 partidos y anotando 14 goles en su carrera profesional. Entre sus palmarés está el campeonato del año 1997, título que el cuadro íntimo logró tras 18 años. Fue el capitán del equipo ese mismo año.

### Carrera política
Regidor municipal en la gestión de Adolfo Ocampo. En las elecciones municipales de 2002 gana las elecciones representando al Partido Democrático Somos Perú, accediendo al cargo del alcalde del Distrito de San Juan de Miraflores para el periodo 2003-2006.

## Clubes
| Club         | País | Año       | Partidos | Goles |
| ------------ | ---- | --------- | -------- | ----- |
| Alianza Lima | Perú | 1988-2001 | 406      | 14    |

## Palmarés

### Torneos cortos
| Título                          | Club         | País | Año  |
| ------------------------------- | ------------ | ---- | ---- |
| Torneo Descentralizado Zona "B" | Alianza Lima | Perú | 1988 |
| Torneo Metropolitano I          | Alianza Lima | Perú | 1989 |
| Torneo Metropolitano II         | Alianza Lima | Perú | 1990 |
| Torneo Apertura                 | Alianza Lima | Perú | 1997 |
| Torneo Clausura                 | Alianza Lima | Perú | 1997 |
| Torneo Clausura                 | Alianza Lima | Perú | 1999 |
| Torneo Apertura                 | Alianza Lima | Perú | 2001 |

### Campeonatos nacionales
| Título              | Club         | País | Año  |
| ------------------- | ------------ | ---- | ---- |
| Campeonato Nacional | Alianza Lima | Perú | 1997 |
| Campeonato Nacional | Alianza Lima | Perú | 2001 |

- Datos: Q6067533